# Hemiglyptinus flavus
Hemiglyptinus flavus är en stekelart som först beskrevs av William Harris Ashmead 1905.  Hemiglyptinus flavus ingår i släktet Hemiglyptinus och familjen bracksteklar. Inga underarter finns listade i Catalogue of Life.